# دانيال سميث (رسام)
دانيال سميث (بالإنجليزية: Daniel Smith)‏ هو رسام أمريكي، ولد في القرن العشرين.

## وصلات خارجية
- الموقع الرسمي